# La Douane de mer
La Douane de mer est un roman de Jean d'Ormesson publié le 13 janvier 1994 aux éditions Gallimard et lauréat la même année du Grand prix RTL-Lire.

## Résumé
Le personnage principal raconte dès la première ligne : « le 25 juin dernier, un peu avant midi, il m'est arrivé quelque chose : je suis mort ». Il est mort à la douane de mer, à Venise. Le personnage rencontre alors un esprit d'un autre monde qui lui explique qu'il a pour mission de rédiger un rapport sur les autres mondes qu'il serait amené à rencontrer. À la suite de cela, une conversation de trois jours s'engage.

## Accueil de la critique
À la mort de Jean d'Ormesson en 2017, Josyane Savigneau pour Le Monde, dans la nécrologie qu'elle consacre à l'écrivain, associe Histoire du Juif errant, La Douane de mer et Presque rien sur presque tout en une trilogie informelle dans laquelle « Jean d’Ormesson tente une explication du monde ».

## Éditions
- Éditions Gallimard, coll. « Blanche », 1994  (ISBN 978-2070735938), 560 p.
- Éditions Gallimard, coll. « Folio », 1996  (ISBN 978-2070394616) 596 p.
- Éditions Gallimard, Bibliothèque de la Pléiade, Œuvres tome II, no 635, 2018  (ISBN 9782072746130)